# Villa Farina
Villa Farina si trova in località Campaccio  presso Cortona (AR).

## Storia e descrizione
L'edificio attuale fu costruito dalla famiglia nobile degli Orselli unendo tra di loro alcuni fabbricati più antichi. Nella seconda metà del XVIII secolo la proprietà passò all'archeologo Galeotto Ridolfini, che ne fece la sede di riunioni accademiche, e fece realizzare alcune decorazioni ispirate all'antichità come obelischi, piramidi e sculture che ancora oggi si trovano sparse nel verde.
Il giardino si sviluppa su un lieve pendio e si distingue soprattutto per due realizzazioni di grande effetto: la basilica verde e il teatro di verzura. La prima, chiamata anche Bosco Parrasio, si trova nella parte superiore del parco ed è una struttura con le navate costituite da alberi tra i quali sono disposti sedili in pietra, che servivano per le riunioni degli accademici nella bella stagione. Il secondo si raggiunge tramite un tunnel di lecci ed è nella parte inferiore del giardino: si compone di siepi che formano un percorso anulare che racchiude il teatro vero e proprio, con quinte e scene di bosso e lentaggine.
Se la "basilica" fu realizzata all'epoca di Galeotto Ridolfini, il "teatro" risale invece alla ristrutturazione della metà dell'Ottocento da parte di un suo discendente, Giuseppe Corazzi Ridolfini, che si fece influenzare dalla moda del giardino all'inglese disponendo nel parco elementi dal sapore romantico, come vialetti sinuosi, un boschetto, un laghetto (oggi prosciugato) con isolotto e con una grotta rustica. Tutto sommato però non alterò il precedente impianto settecentesco, limitandosi ad arricchirlo con adattamenti al gusto dell'epoca, senza grandi né sostanziali modifiche.